# Partido Radical Nacionalista
Partido Radical Nacionalista (PRN) foi um partido de ideologia ultranacionalista fundado em 1932 pelo ativista brasileiro Joaquim Guaraná de Santana, ex-membro da Frente Negra Brasileira, também fundador da Legião Negra de São Paulo, movimento de arregimentamento negro em prol da Revolução Constitucionalista de 1932.